# Molat
Molat, [mɔ̌lat], (italien : Melada) est une île de Croatie, située en mer Adriatique. Elle est située près de Zadar, au sud-est d'Ist, avec qui elle est séparée par le détroit de Zapuntel. Sa superficie est de 22,82 km2 et sa population de 207 habitants (2001). 

## Description
L'île compte 96 habitants à Molat, 58 habitants à Zapuntel et 53 habitants à Brgulje. Toutes ces communes sont situées à l'intérieur de l'île, seuls des hameaux plus petits se trouvent au bord de la mer. Les principales industries de l'île sont l'agriculture, l'élevage ovin, la pêche et le tourisme. 
L'île est composée de crétacés et de calcaire à l'époque éocène. La côte nord-est de île est composée de nombreuses criques, tandis que la côte sud-ouest est en grande partie abrupte. Le relief est caractérisé par deux crêtes de calcaire, séparées les unes des autres par le champ de Zapuntel (la baie de Brgulje est sa partie sud-est submergée). Un champ plus petit s'étend dans la partie sud-est de l'île. Il est essentiellement composé de forêts jeunes et de sous-bois. 

## Histoire
En 1151, l'île est devenue la propriété du monastère bénédictin de Saint-Krševan, situé à Zadar. À partir de 1409, elle était sous le pouvoir de la république de Venise, qui l'a louée à de nombreuses familles habitantes de Zadar. En 1939, le roi du Royaume-Uni Édouard VIII et son épouse Wallis Simpson ont visité l'île.
Pendant la Seconde Guerre mondiale en septembre 1942, le (en) camp de concentration de Molat est construit par les fascistes italiens qui occupent l'île. On y enferme de 20 000 à 25 000 prisonniers dont 500 à 1 000 vont y mourir.